# Claudiu Ciprian Tănăsescu
Claudiu Ciprian Tănăsescu (n. 19 iulie 1965, București, România) este un politician român, membru al Parlamentului European în legislatura 2009–2014.
Este membru în Grupul Alianței Progresiste a Socialiștilor și Democraților din Parlamentul European (S&D), precum și membru al Partidul Social Democrat din România și al Comisiei pentru mediu, sănătate publică și siguranță alimentară (ENVI). Totodată este membru al Delegației pentru relațiile cu Canada (D-CA) și membru supleant al Comisiei pentru cultură și educație (CULT), în cadrul Parlamentului European.
Cariera profesională
În anul 1984 a absolvit Liceul Sanitar din București ca mai apoi în anul 1996 să termine cursurile Facultății de Medicină din București, cu diploma de medic generalist.
De-a lungul cariei ocupă pe rând diverse funcții în cadrul sistemului medical: Medic generalist la Policlinica "Academia" din București (1997-2009); Asistent medical la Serviciul de urgențe din București (1988-1990); Asistent medical la Spitalul clinic de copii "Călărași", București (1986-1987), dar și în domeniul mass-media, atât în presa scrisă și televiziune, cât și în radio, astfel că deține funcția de Director general al Unicorn Productions - Audio/Video Production Company (1996-2008);  realizator la postul de radio Europa Nova București (1997-1998) și ActivFM (1998-2005);  Producător si realizator de emisiuni de televiziune la SuperNova TV (1997-1998) și Tele7abc (1998-2000); Redactor-șef al revistei "Umbrela"; redactor la revistele "Săptămâna", "Viața capitalei", "L.I.R. Magazin" și "Viața" (1990-1996). De asemenea este și realizatorul emisiunilor de radio "Piața de vechituri", "Unda de șoc", "Retrotop", "Omul de luni" și "Ultimul trubadur".
Cariera politică
În anul 2008 candidează la alegerile parlamentare, în colegiul 2 București, pentru Camera Deputaților din partea partidului Popular și al Protecției Sociale.
În anul 2009 candidează la alegerile europarlamentare pe lista Partidului România Mare, câștigând astfel alegerile și ocupând până în prezent funcția de europarlamentar.
În anul 2010 se alătură Partidului Social Democrat din România (PSD), partid din care face parte și în prezent, astfel reprezentând Romania în Parlamentul European în cadrul Comisiei pentru mediu, sănătate publică și siguranță alimentară (ENVI). Totodată este membru al Delegației pentru relațiile cu Canada (D-CA) și membru supleant al Comisiei pentru cultură și educație (CULT).
În anul 2013 devine Președintele PSD Diaspora, care se ocupa de problemele romanilor aflați peste granițe, discriminarea lor în câmpul muncii și expulzarea în mod abuziv din țările Europei.
Activitatea ca europarlametar
Cu o prezență aproape de  95% la voturile din cadrul parlamentului, și cu peste 75 de intervenții în cadrul ședințelor plenare putem spune că europarlamentarul Claudiu Ciprian Tănăsescu este un om politic activ. 
În perioada 2009-2014 a adresat 45 de întrebări parlamentare cu solicitare de răspuns scris către Comisia Europeana, a efectuat 6 declarații scrise, 59 de rapoarte amendate, 3 rapoarte în calitate de raportor alternativ, un aviz în calitate de raportor alternativ pentru avize și o propunere de rezoluție în Parlamentul European.
Principalele sale preocupări au fost legate de sfera sănătății – creșterea accesului populației la diagnostic și tratament, reducerea inegalităților și a cazurilor de excludere socială ca urmare a bolilor, totul cu accent special pe situația României, fapt pentru care a avut numeroase intervenții în cadrul ședințelor și întrunirilor care au avut loc atât în Parlamentul European de la Bruxelles cât și în cadrul întâlnirilor speciale de la Strasbourg.
Alte teme pe care le-a atins în cadrul intervențiilor în ședințele la care a luat parte ar fi: libertatea presei și a mass-media în lume, drepturile femeilor din Afghanistan, circulația necomercială a animalelor de companie, protecția copiilor în lumea digitala, strategia UE privind persoanele fără adăpost, etc.
Începând cu luna septembrie 2009 Claudiu Ciprian Tănăsescu este delegat pentru relațiile cu peninsula Coreea, activitate care se termină în noiembrie 2011. Tot în luna septembrie 2009 este delegat pentru relațiile cu Canada poziție care este ocupată și în prezent.
În ianuarie 2012 este ales ca membru supleant pentru Comisia de Cultură si Educație.